# Broadway Gondolier
Broadway Gondolier is een Amerikaanse muziekfilm uit 1935 onder regie van Lloyd Bacon. Destijds werd de film in Nederland uitgebracht onder de titel De zanger van Broadway.

## Verhaal
De taxichauffeur Dick Purcell werkt stiekem aan zijn droom om een radiozanger te worden. Op een dag geeft hij een lift aan een secretaresse op een radio-omroep. Ze praat honderduit over de nieuwe wedstrijd van een sponsor. Ze zijn op zoek naar een zingende gondelier om reclame te maken voor kaas.

## Rolverdeling
| Acteur           | Personage                  |
| ---------------- | -------------------------- |
| Dick Powell      | Dick Purcell               |
| Joan Blondell    | Alice Hughes               |
| Adolphe Menjou   | Professor Eduardo de Vinci |
| Louise Fazenda   | Mevrouw Flaggenheid        |
| William Gargan   | Cliff Stanley              |
| George Barbier   | Hayward                    |
| Grant Mitchell   | E.V. Richards              |
| Ted Fio Rito     | Ted Fio Rito               |
| Donald Mills     | Donald Mills               |
| Harry Mills      | Harry Mills                |
| Herbert Mills    | Herbert Mills              |
| John Mills       | John Mills                 |
| Hobart Cavanaugh | Gilmore                    |
| Joe Sawyer       | Red                        |